# Sophisme de la cause unique
Le sophisme de la cause unique, aussi connu sous le nom cause complexe, simplification de causalité, réductionnisme causal et sophisme réducteur, est un sophisme de cause douteuse qui se produit lorsque l'on suppose qu'il y a une seule cause simple à un événement alors qu'en réalité il peut avoir été causé par un certain nombre de causes suffisantes seulement conjointes.
Le sophisme peut être logiquement réduit à : Y est survenu après X. Par conséquent, Y est causé par X (bien que A, B, C, etc. aient également provoqué Y).
La simplification de causalité est un type spécifique de faux dilemme où les possibilités conjointes sont ignorées. En d'autres termes, les causes possibles sont supposées être « A ou B ou C » quand « A et B et C » ou « A et B et non C », etc. ne sont pas prises en considération.

## Exemples
Souvent, après une tragédie, il est demandé, « quelle en a été la cause ? ». Un tel langage implique qu'il y a une cause, alors qu'il y a probablement eu un grand nombre de facteurs contributifs. Cependant, après avoir produit une liste de plusieurs facteurs, il peut être intéressant de chercher le plus important de ceux-ci, ou une seule cause sous-jacente au fondement de plusieurs d'entre eux. Le besoin de simplification peut être perçu de manière à rendre l'explication de la tragédie rationnelle, de sorte que les autorités responsables peuvent être considérées comme ayant pris des mesures.
Après une tuerie en milieu scolaire par exemple, les éditorialistes se demandent si elle a été causée par les parents du tireur, la violence dans les médias, le stress enduré par les étudiants ou l'accessibilité des armes à feu. En fait, de nombreuses causes différentes — dont certaines d'entre elles — peuvent toutes y avoir nécessairement contribué. De même, l'industrie de la musique pourrait prétendre que le partage de fichiers en pair-à-pair est la cause d'une perte de bénéfices alors que des facteurs tels que la croissance du marché du jeu vidéo et la dépression économique sont également susceptibles d'être des facteurs importants.
Un exemple scientifique notable de ce qui peut arriver quand ce genre de sophisme est identifié et résolu, est le développement en l'économie du théorème de Coase. En neurosciences, ce sophisme est mis en évidence quand un scientifique stimule électriquement une zone du cerveau, observe un effet (par exemple, le patient cligne des yeux) et suppose que la zone du cerveau est suffisante pour expliquer le mouvement (l'essence du clignement) alors qu'elle est simplement nécessaire.
L'adoption du paradigme du délire paranoïde par les biopsychiatres est constitué en partie de raisonnements reposant sur un sophisme de la cause unique.[réf. nécessaire]